# إميل أندريس
اميل اندريس (بالإنجليزية: Emil Andres)‏ مواليد 22 يوليو 1911، كان سائق فورملا 1 هندي سابق بدأ مسيرته الاحترافية سنة 1950. كان أول سباق له هو إنديانابوليس 500 سنة 1950. خاض خلال مسيرته 1 سباقات.

## روابط خارجية
- إميل أندريس على موقع Racing-Reference.info (الإنجليزية)